# Mimanuga lunulata
Mimanuga lunulata là một loài bướm đêm trong họ Noctuidae.